# Духови у нама
Духови у нама (енгл. The Others) психолошки је хорор филм из 2001. године, који је режирао шпански режисер Александро Аменабер.

## Радња
Радња се одвија 1945. године. Грејс је религиозна мајка, која живи у старој кући на острву Џерзи, које се током Другог светског рата налазило под немачком окупацијом. У кући живи са послугом и децом која имају алергију на сунчеву светлост, тако да се кућа стално налази у мраку. Њен муж Чарлс се борио у рату и води се као нестао, али породица и даље верује да је жив и очекује његов повратак. Њена деца јој говоре да виде духове у кући, што љути њихову мајку која верује да ће се „живи и мртви срести тек на крају времена“, како пише у Библији. Међутим како време пролази и она почиње да чује необјашњиве звукове, и почиње да верује да је кућа уклета. Касније почиње да сумња да послуга хоће да је превари и тако преузме кућу.

## Реакције
На филмским сајтовима филм је већином добио позитивне реакције. Иако је имао релативно мали буџет 17.000.000 долара, филм је зарадио 209.947.037 долара.